# Catherine Denguiadé
Titres
Impératrice consort de Centrafrique
4 décembre 1976 – 20 septembre 1979
(2 ans, 9 mois et 16 jours)
Première dame de la République centrafricaine
1er janvier 1966 – 4 décembre 1976
(10 ans, 11 mois et 3 jours)
Catherine Denguiadé, née le 7 août 1949 à Fort-Archambault (Afrique-Équatoriale française), est la sixième épouse de Jean-Bedel Bokassa, président de la République centrafricaine devenu empereur de Centrafrique sous le nom de Bokassa Ier. À ce titre, elle est Première dame de la République centrafricaine du 1er janvier 1966 au 4 décembre 1976 puis impératrice consort de Centrafrique du 4 décembre 1976 au 20 septembre 1979.

## Biographie
Catherine Martine Denguiadé naît le 7 août 1949 à Fort-Archambault d'un père centrafricain, issu d'une famille aisée, et d'une mère tchadienne. Elle est la troisième d'une famille de quinze enfants. Elle suit sa scolarité primaire à N'Djaména. Ses bons résultats scolaires lui permettent d'obtenir une bourse pour poursuivre ses études secondaires à Bangui, au lycée Pie-XII. En 1963, à l'âge de 14 ans, elle rencontre par hasard le colonel Jean-Bedel Bokassa, chef d'état-major des armées, alors âgé de 42 ans, qui est immédiatement attiré par son physique.
Leur mariage est célébré le 20 juin 1964. Convertie au catholicisme peu avant ses noces, Catherine est la sixième épouse de Bokassa, qui pratique activement la polygamie. Il la préfère néanmoins à ses nombreuses autres épouses. Sept enfants sont nés de leur union, dont le futur prince héritier Jean-Bedel Jr. (né en 1973). Après le renversement de son cousin David Dacko, Bokassa devient président de la République centrafricaine en 1966. Catherine prend une part active à la vie publique du pays et le couple entame une relation d'amitié-protection très critiquée avec le chef d'État français Valéry Giscard d'Estaing. Selon Bokassa, son épouse aurait eu, par la suite, une relation amoureuse avec le président français.
Le 4 décembre 1976, Bokassa instaure la monarchie afin, selon lui, d'accroître le prestige de l'Afrique centrale dans le monde et s'autoproclame empereur de Centrafrique sous le nom de Bokassa Ier. Favorite parmi ses épouses, Catherine reçoit le titre d'impératrice. Elle emménage au palais de Berengo, près de Bangui, où elle installe une cour somptueuse.

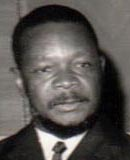
Bokassa en 1970.

Le couronnement du couple impérial se déroule le 4 décembre 1977 à la cathédrale Notre-Dame de Bangui. Bokassa Ier place sur la tête de l'impératrice une couronne sertie de 5 000 diamants dont la Centrafrique est riche. Catherine porte une robe brodée d'or et un manteau d'hermine, et est coiffée d'un diadème fabriqué en France (semblable à celui de Joséphine de Beauharnais). L'empereur est assis sur un immense trône doré en forme d'aigle (symbole de la dynastie), l'impératrice sur un petit trône à sa droite, le prince héritier âgé de 4 ans à sa gauche.
L'impératrice accompagne son mari dans tous ses voyages officiels. En 1979, alors que Bokassa Ier se trouve en Libye, l'ancien président David Dacko organise un coup d'État avec l'aide de la France, qui conduit à la chute du régime impérial. L'empereur et sa famille s'exilent en Côte d'Ivoire jusqu'en 1985, puis au château français d'Hardricourt, près de Meulan.
Leur relation se détériore progressivement, et Catherine passe les années suivantes à Lausanne. En 1986, Bokassa retourne dans son pays natal, où il est emprisonné puis libéré et gracié. Il meurt d'une crise cardiaque le 3 novembre 1996. L'ancienne impératrice assiste aux funérailles et à l'enterrement près du palais de Berengo, laissé à l'abandon.
Catherine — titrée princesse mais toujours appelée impératrice par courtoisie — fait alors le choix de revenir vivre en Centrafrique. Elle acquiert une grande ferme et une plantation de manioc, et se consacre par la suite à la floriculture. Soutenue par le président gabonais Ali Bongo, elle crée la « fondation Catherine-Bokassa » et reçoit la médaille d'honneur de l'État, des mains du président François Bozizé, en décembre 2010.

## Honneurs
- Dame Grand-Croix de l'ordre impérial de Bokassa Ier (4 décembre 1977)[9].